# Buiten de Orde
Buiten de Orde  is een anarchistisch tijdschrift. Het verschijnt vier keer per jaar en wordt uitgegeven door de Vrije Bond, een anarchistische organisatie. De redactie is onafhankelijk. De oplage ligt rond de 500 exemplaren en het tijdschrift telt rond de 64 pagina's per editie.
Buiten de Orde besteedt aandacht aan actuele kwesties, vooral met betrekking tot activisme, maar ook is er veel aandacht voor historische onderwerpen en theoretische discussies die relevant zijn voor de anarchistische beweging.